# 雷吉烏鄉
45°47′N 26°51′E / 45.783°N 26.850°E
雷吉烏鄉（羅馬尼亞語：Comuna Reghiu, Vrancea），是羅馬尼亞的鄉份，位於該國東部，由弗朗恰縣負責管轄，面積66平方公里，海拔高度330米，2002年人口2,507，人口密度每平方公里38人。